# Tetragnatha elyunquensis
Tetragnatha elyunquensis là một loài nhện trong họ Tetragnathidae.
Loài này thuộc chi Tetragnatha. Tetragnatha elyunquensis được miêu tả năm 1930 bởi Petrunkevitch.